# Ctenolimnophila (Campbellomyia) alpina fulvipleura
Ctenolimnophila (Campbellomyia) alpina fulvipleura is een ondersoort van de tweevleugelige Ctenolimnophila (Campbellomyia) alpina uit de familie steltmuggen (Limoniidae). De ondersoort komt voor in het Australaziatisch gebied.